# 문정왕후 (영화)
"문정왕후"는 1967년 공개된 대한민국의 영화이다.

## 배역
- 최은희 - 문정왕후 역
- 신영균 - 임백령 역
- 남정임 - 인성왕후 역
- 이순재 - 인종 역
- 최남현 - 윤임(인종의 외숙) 역
- 허장강 - 윤원형(문정왕후의 오빠) 역
- 도금봉 - 정난정 역
- 김동원 - 중종 역
- 주연
- 박지현
- 김우만
- 김신재
- 전숙
- 문미봉
- 조덕성
- 이운성
- 김기범
- 석운아
- 최걸
- 최찬식
- 지계순
- 이기홍
- 김수천
- 지방열
- 장훈